# Igor Lukeš
Igor Lukeš (* 25. června 1950 Praha) je český historik od 70. let 20. století žijící v Americe. Od roku 2005 je honorární konzul České republiky pro státy Massachusetts, New Hampshire, Maine a Vermont.

## Život
Vystudoval angličtinu a filosofii na Univerzitě Karlově, kde v roce 1976 získal titul PhDr. Koncem 70. let emigroval do USA. Na Tufts University získal roku 1985 titul PhD. Začátkem 80. let pracoval ve Washingtonu a v roce 1985 se vrátil do akademického prostředí. Nejprve jako začínající profesor na Fletcher School of Law and Diplomacy. Od roku 1986 působí jako profesor historie a mezinárodních vztahů na The Frederick S. Pardee School of Global Studies Boston University se zaměřením na historii a politiku střední a východní Evropy a současného Ruska. Od téhož roku je člen The Davis Center for Russian Studies na Harvardově univerzitě. Působí rovněž v Minda de Gunzburg Center for European Studies téže univerzity. Byl členem Vědecké rady Ústavu pro studium totalitních režimů, odstoupil kvůli nesouhlasu s odvoláním ředitele ústavu Daniela Hermana, ke kterému podle něj došlo „pomocí lží a v důsledku konspirace“. Přispívá do českých novin a časopisů.

## Publikační činnost
Je autorem několika knih, z nichž některé byly přeloženy do češtiny. Monografie Czechoslovakia between Stalin and Hitler: The Diplomacy of Edvard Beneš in the 1930s (Oxford University Press 1996) získala cenu Boston Authors Club a Kahn Award. Publikuje v českých i cizojazyčných odborných periodikách.
Historik Vít Smetana při recenzi jeho knihy „Československo nad propastí“ kvůli chybám, omylům a metodologickým proviněním, jichž se Lukeš v knize dopustil, doporučil, aby se do budoucna věnoval historickým románům.